# Ganymed-Maler
Als Ganymed-Maler wird ein apulischer Vasenmaler des dritten Viertels des 4. Jahrhunderts v. Chr. bezeichnet.

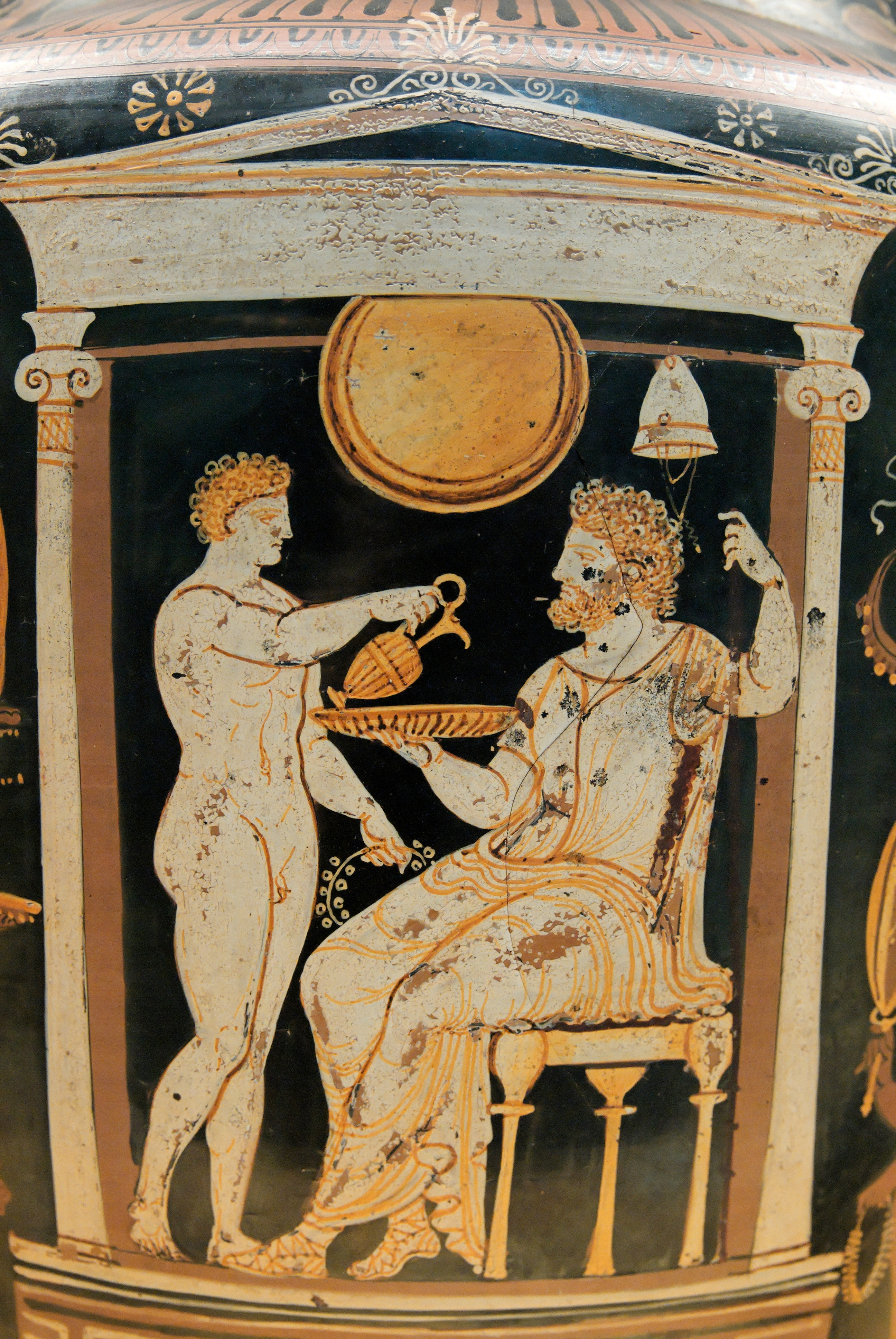
Naiskosszene, um 340/20 v. Chr.

Der Ganymed-Maler steht stilistisch dem Patera-Maler nahe, mit dem er wahrscheinlich zusammengearbeitet hatte. Es handelte sich um einen künstlerisch ehrgeizigen Maler, der sich nicht selten an schwierige Bildkompositionen wagte. In den von ihm gestalteten Naïskoi befinden sich häufig zwei Personen, nicht selten zusätzlich ein Pferd. Besonders hervorzuheben ist ein Bild, das Orpheus am Grab eines Dichters zeigt. Auf den vom Ganymed-Maler verzierten Hydrien zeigt er immer und ausschließlich Frauen als Begleitfiguren und eine Blume im Naïskos. Da er auch immer Waffen im Naiskos zeigt, wirken diese nicht selten überladen. Besonders detailreich sind auch die Blütenranken, die der Künstler zeigt. So ist auch die Szene am Hals auf seiner Namenvase, die ihm seinen Notnamen bescherte und Ganymed zeigt, wie dieser vom Schwan entführt wurde, in ein reiches Rankenwerk eingearbeitet.

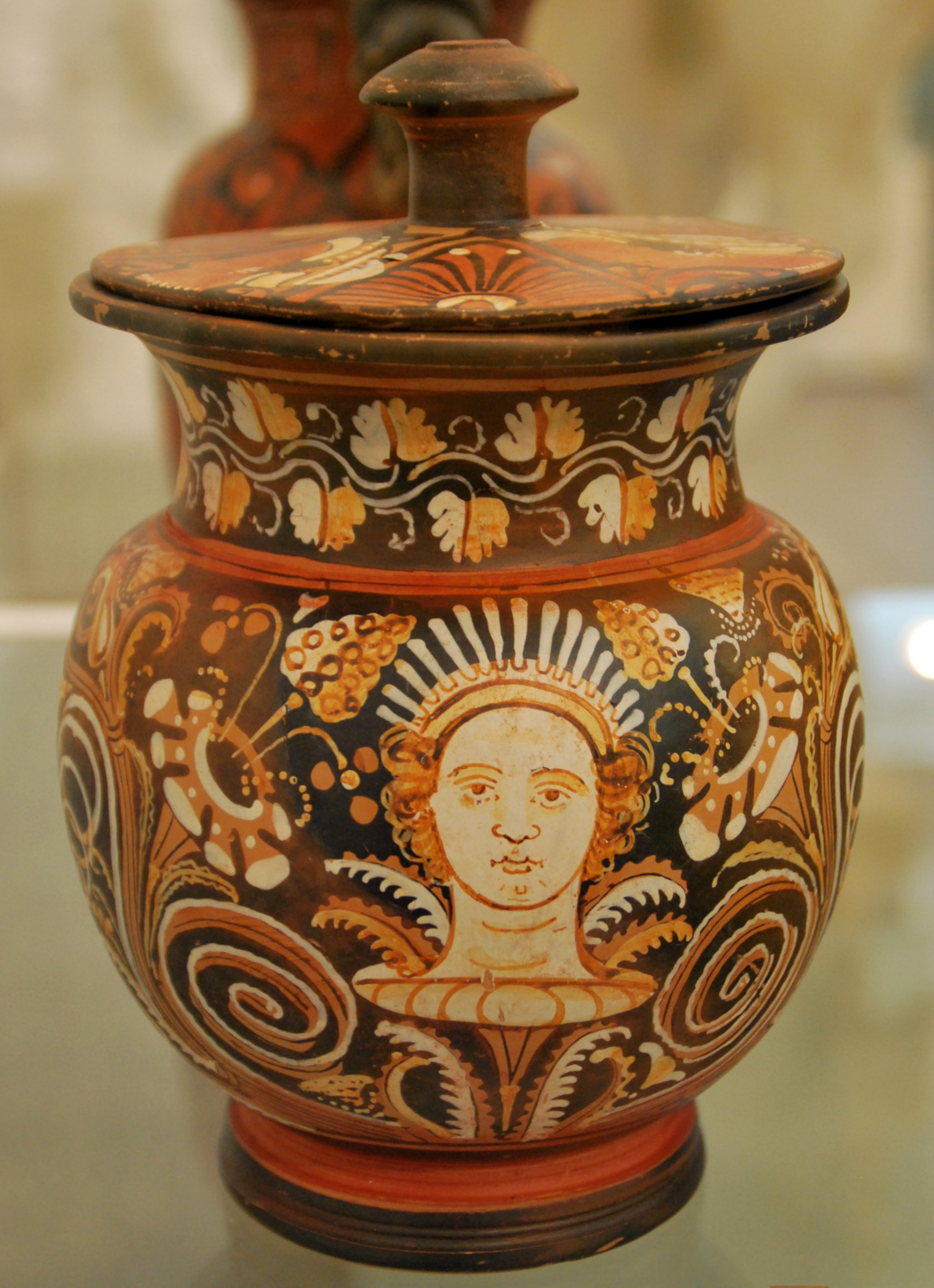
Oinochoe mit einem Deckel Armidale-Malers: Kopf im Blütenkelch zwischen Ranken. 340/10 v. Chr. Antikensammlung Kiel, Inventarnummer B 572.

Gesichter, Köpfe und vor allem Kinne des Ganymed-Malers wirken runder als die des Patera-Malers. Dahingegen sind sich vor allem weibliche Brüste sehr ähnlich und meist birnenartig geformt. Insgesamt wirkt seine Malweise flüssiger, vor allem die Jünglinge wirken weicher. Mythologische Szenen stellt er nur selten dar. Ein Volutenkrater zeigt Amphiaraos vor Pluto stehend, was an den Baltimore-Maler erinnert. Hydrien zeigen eine Götterversammlung und eine Szene des Niobe-Mythos. Mehrere Becher veranschaulichen am Körper Figurenszenen des Ganymed-Malers, auf dem Deckel hingegen Köpfe mit weißen Sakkos. Sie werden dem Armidale-Maler zugeschrieben. Manche Forscher halten beide Maler für identisch.